# L'eminenza grigia
L'eminenza grigia è un libro di Aldous Huxley pubblicato nel 1941.

## Contenuti
L'eminenza grigia è la biografia di Padre Giuseppe da Parigi, al secolo François Leclerc du Tremblay, ministro degli esteri permanente e consigliere del Cardinale Richelieu. Nella Francia di Luigi XIII, immortalata da Alexandre Dumas nel romanzo I tre moschettieri, quella di Padre Giuseppe è la vicenda di un umile frate francescano che diventa uno degli uomini più potenti d'Europa.
L'eminenza grigia è una condanna dell'attività politica e della ragion di Stato del ventesimo secolo, ed è un'opera di raccordo con I diavoli di Loudun, pubblicato nel 1952, uno dei suoi testi più ambiziosi e forse il più ricco di interesse.

## Edizioni
- Aldous Huxley, L'eminenza grigia, traduzione di Edoardo Bizzarri, collana I Record, Arnoldo Mondadori Editore, 1966,  p. 440, ISBN 88-452-4365-6.